# Tentoonstellingen van Jan Wils
Dit is een (niet compleet) overzicht van de Tentoonstellingen van Jan Wils.

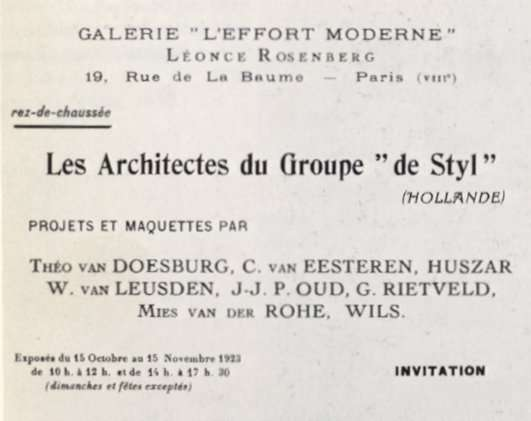
Officiële uitnodiging voor de tentoonstelling "De Stijl", Parijs.

## 1917
- Eerste tentoonstelling van leden en genoodigden van De Sphinx, 18-31 januari, De Harmonie, Leiden.[1]

## 1919
- [Tentoonstelling van architectuur en kunstnijverheid], Haagsche Kunstkring, Den Haag, 8-27 februari.[2]

## 1921
- Tentoonstelling van Middenstandswoningen, Koninklijke School voor Techniek en Ambacht, 's-Hertogenbosch.

## 1923
- Les Architect du Groupe "de Styl", 15 oktober-15 november, Galerie L'Effort Moderne, Parijs.

## 1924
- Architecture et arts qui s'y rattachent, 22 maart-30 april, École Spéciale d'Architecture, Parijs.[3]

## 1925
- Exposition des Arts Décoratifs, Parijs (?).

## 1928
- [Olympisch kunsttoernooi], Stedelijk Museum Amsterdam, Amsterdam.

## 1935
- [Plan prof. Rosse-Jan Wils], 14-23 januari 1935, Pulchri Studio, Den Haag.[4]
- Tentoonstelling Voorburgsche Kunstkring, 27 april-5 mei 1935, Café Vronesteyn, Voorburg.[5]

## 1936
- Tentoonstelling Voorburgsche Kunstkring, 16-24 mei 1936, Café Vronesteyn, Voorburg.[6]

## 1940
- [Ontwerp Diergaardeterrein, Rotterdam], 9 maart-2 april 1940, Museum Boymans, Rotterdam.[7]

## 2008
- NL28 Olympisch vuur, 31 mei-21 september 2008, Nederlands Architectuurinstituut, Rotterdam.